# 장고 인 멜로디
장고 인 멜로디(Django)는 프랑스에서 제작된 에티엔 코마 감독의 2017년 드라마 영화이다. 레다 카텝 등이 주연으로 출연하였고 올리비에 델보스크 등이 제작에 참여하였다.

## 출연

### 주연
- 레다 카텝
- 세실 드 프랑스

### 조연
- 패트릭 밀레
- 얀 헨릭 슈탈베르그
- 자비에 보브와
- 울리히 브란드호프
- 알렉스 브렌데뮬

## 제작진
- 원작자: 알렉시스 살라트코
- 공동제작: 에티엔 코마
- 미술: 올리비에 라도
- 의상: 파스칼린 샤반느
- 배역: 스테판 바투